# Norman Wainwright
Norman Wainwright (Stoke-on-Trent, 4 de julio de 1914-Stock-on-Trent, 2 de mayo de 2000) fue un deportista británico que compitió en natación, especialista en el estilo libre. Ganó tres medallas de bronce en el Campeonato Europeo de Natación, en los años 1934 y 1938.

## Palmarés internacional
| Campeonato Europeo | Campeonato Europeo    | Campeonato Europeo | Campeonato Europeo |
| Año                | Lugar                 | Medalla            | Prueba             |
| ------------------ | --------------------- | ------------------ | ------------------ |
| 1934               | Magdeburgo (Alemania) | Medalla de bronce  | 1500 m libre       |
| 1938               | Londres (Reino Unido) | Medalla de bronce  | 400 m libre        |
| 1938               | Londres (Reino Unido) | Medalla de bronce  | 4 × 200 m libre    |